# Giorgio Rocca
Giorgio Rocca, född 6 augusti 1975 i Chur, Schweiz) är en italiensk alpin skidåkare, specialist på slalom. Tillsammans med Marc Girardelli och Ingemar Stenmark är han den enda skidåkare att ha vunnit 5 raka slalomsegrar i världscupen. Det rekordet slog han under säsongen 2005/2006 och den enda som varit bättre är Alberto Tomba med 7 raka vinster.